# Bjerke
För efternamnet, se Bjerke (efternamn).

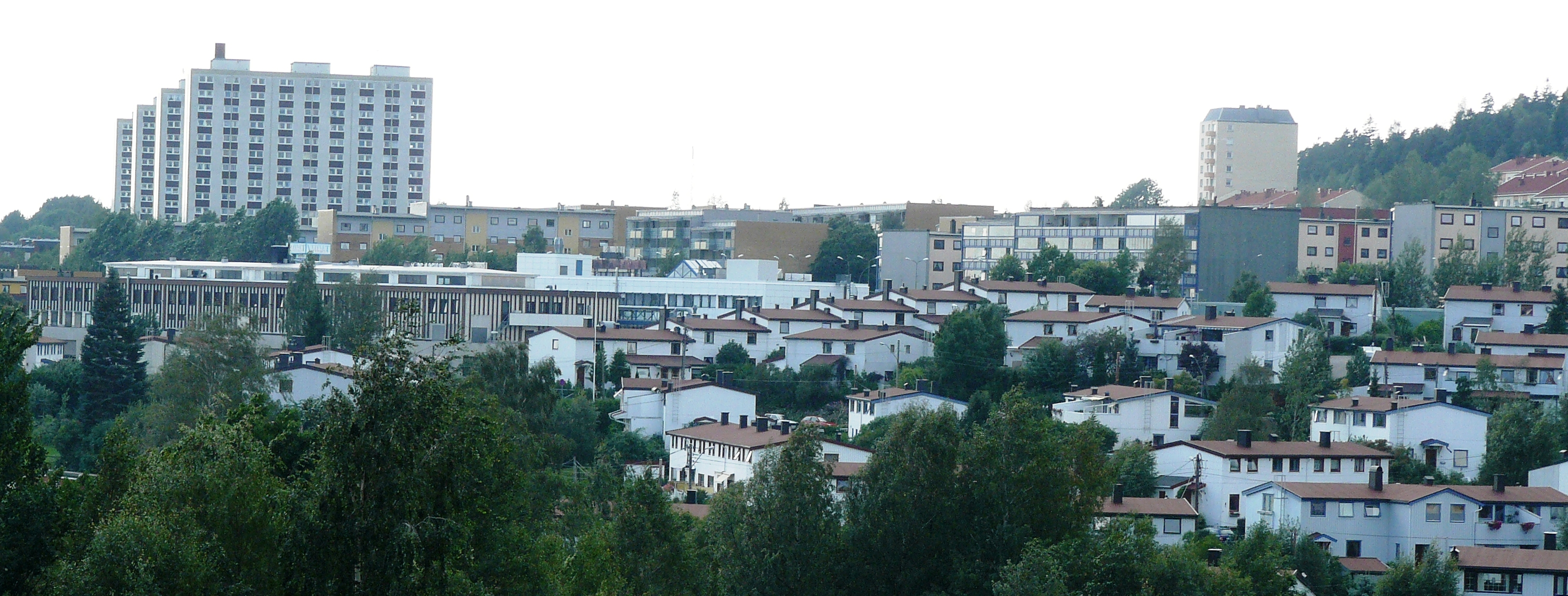
Bjerke med Linderud och Veitvet sett från Kalbakken

Bjerke är en administrativ stadsdel (bydel) i Oslo kommun, Norge. Den har 33 422 invånare (2020) och en areal på 7,7 km². Stadsdelens administration ligger i Linderud senter, men planeras att flytta till Økernsenteret .

## Kommunikationer

### Tunnelbana
Följande stationer i Oslos tunnelbana ligger i stadsdelen
- Hasle stasjon
- Økern stasjon
- Risløkka stasjon
- Vollebekk stasjon
- Linderud stasjon
- Veitvet stasjon

## Attraktioner
- Bjerke Travbane, norsk travsports huvudarena
- Lillomarka, friluftsområde